# 長福寺 (徳島県勝浦町)
長福寺（ちょうふくじ）は、徳島県勝浦町にある高野山真言宗の寺院。山号は龍頭山。本尊は地蔵菩薩立像。阿波秩父観音霊場5番札所。

## 歴史
開基は1494年（明応3年）、僧・宿真による。
本尊の地蔵菩薩立像は1996年（平成8年）4月26日に徳島県の有形文化財に指定されている。また、薬師如来座像は、1976年（昭和51年）5月24日に勝浦町の文化財に指定された。

## 文化財
徳島県指定有形文化財
- 木造地蔵菩薩半跏像 - 1996年（平成8年）4月26日指定。

勝浦町指定文化財
- 薬師如来座像 - 1976年（昭和51年）5月24日指定。

## 交通
- JR徳島駅より車で約45分。
- 徳島自動車道「徳島インターチェンジ」より車で約50分。